# Coppa del Mondo di freestyle 2006
La Coppa del Mondo di freestyle 2006 è iniziata il 3 settembre 2005 a Mount Buller (in Australia) e terminata il 19 marzo 2006 a Apex (in Canada). La Coppa del Mondo organizzata dalla F.I.S. ha visto gli atleti, sia uomini che donne, competere in quattro discipline del freestyle, ovvero: salti, gobbe, ski cross e halfpipe. Alla fine della stagione oltre alla Coppa del Mondo generale, sono state assegnate anche le Coppe del Mondo delle singole discipline.
Punto culminante della stagione del freestyle sono stati i XX Giochi olimpici invernali di Torino 2006, che si sono svolti sul tracciato di Sauze d'Oulx dall'11 al 23 febbraio 2006.

## Uomini

### Risultati
| Data             | Luogo                            | Di. | Primo              | Secondo            | Terzo                     |
| 3 settembre 2005 | Mount Buller, Australia          | AE  | Jeret Peterson     | Kyle Nissen        | Joe Pack                  |
| 4 settembre 2005 | Mount Buller, Australia          | AE  | Ryan St. Onge      | Eric Bergoust      | Aljaksej Hryšyn           |
| 14 dicembre 2005 | Tignes, Francia                  | MO  | Tapio Luusua       | Yugo Tsukita       | Sami Mustonen             |
| 16 dicembre 2005 | Changchun, Cina                  | AE  | Warren Shouldice   | Dzmitryj Daščynski | Kyle Nissen               |
| 18 dicembre 2005 | Changchun, Cina                  | AE  | Dzmitryj Daščynski | Kyle Nissen        | Steve Omischl             |
| 18 dicembre 2005 | Oberstdorf, Germania             | MO  | Dale Begg-Smith    | Travis Hayer       | Michael Robertson         |
| 7 gennaio 2006   | Mont Gabriel, Canada             | MO  | Alexandre Bilodeau | Jeremy Bloom       | Janne Lahtela             |
| 8 gennaio 2006   | Mont Gabriel, Canada             | AE  | Kyle Nissen        | Jeff Bean          | Warren Shouldice          |
| 13 gennaio 2006  | Deer Valley, USA                 | MO  | Toby Dawson        | Janne Lahtela      | Dale Begg-Smith           |
| 13 gennaio 2006  | Deer Valley, USA                 | AE  | Ryan St. Onge      | Joe Pack           | Dzmitryj Daščynski        |
| 14 gennaio 2006  | Deer Valley, USA                 | AE  | Dzmitryj Daščynski | Warren Shouldice   | Kyle Nissen               |
| 14 gennaio 2006  | Les Contamines, Francia          | SX  | Tomáš Kraus        | Massimiliano Iezza | Enak Gavaggio             |
| 15 gennaio 2006  | Les Contamines, Francia          | HP  | Kalle Leinonen     | Michael Riddle     | Alexandre Laube           |
| 20 gennaio 2006  | Kreischberg, Austria             | SX  | Tomáš Kraus        | Mike Schmid        | Markus Wittner            |
| 20 gennaio 2006  | Lake Placid, USA                 | MO  | Dale Begg-Smith    | Alexandre Bilodeau | Toby Dawson               |
| 21 gennaio 2006  | Lake Placid, USA                 | AE  | Ryan Blais         | Jeff Bean          | Jeret Peterson            |
| 22 gennaio 2006  | Lake Placid, USA                 | MO  | Dale Begg-Smith    | Sami Mustonen      | Tapio Luusua              |
| 28 gennaio 2006  | Madonna di Campiglio, Italia     | MO  | Dale Begg-Smith    | Sami Mustonen      | Janne Lahtela             |
| 1º marzo 2006    | Jisan, Corea del Sud             | MO  | Dale Begg-Smith    | Guilbaut Colas     | David Digravio            |
| 3 marzo 2006     | Špindlerův Mlýn, Repubblica Ceca | SX  | Enak Gavaggio      | Karl Heinz Molling | Markus Wittner            |
| 4 marzo 2006     | Špindlerův Mlýn, Repubblica Ceca | MO  | Alexandre Bilodeau | Dale Begg-Smith    | Nathan Roberts            |
| 5 marzo 2006     | Špindlerův Mlýn, Repubblica Ceca | AE  | Dzmitryj Daščynski | Han Xiaopeng       | Dsmitryj Rak              |
| 3 marzo 2006     | Davos, Svizzera                  | AE  | Steve Omischl      | Aljaksej Hryšyn    | Aleš Valenta              |
| 5 marzo 2006     | Inawashiro, Giappone             | MO  | Mikko Ronkainen    | Kai Ozaki          | Pierre-Alexandre Rousseau |
| 11 marzo 2006    | Sierra Nevada, Spagna            | SX  | Tomáš Kraus        | Roman Hofer        | Stanley Hayer             |
| 12 marzo 2006    | Sierra Nevada, Spagna            | SX  | Roman Hofer        | Tomáš Kraus        | Stanley Hayer             |
| 17 marzo 2006    | Apex, Canada                     | HP  | Kalle Leinonen     | Anders Murud       | Matthew Hayward           |
| 18 marzo 2006    | Apex, Canada                     | MO  | Dale Begg-Smith    | Warren Tanner      | Guilbaut Colas            |
| 19 marzo 2006    | Apex, Canada                     | AE  | Dzmitryj Daščynski | Ryan Blais         | Aleš Valenta              |

Legenda:
- AE = Salti
- HP = Halfpipe
- MO = Gobbe
- DM = Gobbe in parallelo
- SX = Skicross

### Classifica generale
| Pos. | Nome               | Nazione     | Punti |
| ---- | ------------------ | ----------- | ----- |
| 1    | Tomáš Kraus        | Rep. Ceca   | 86    |
| 2    | Dale Begg-Smith    | Australia   | 75    |
| 3    | Roman Hofer        | Austria     | 57    |
| 4    | Dzmitryj Daščynski | Bielorussia | 53    |
| 5    | Kyle Nissen        | Canada      | 50    |
| 6    | Alexandre Bilodeau | Canada      | 46    |
| 7    | Enak Gavaggio      | Francia     | 44    |
|      | Stanley Hayer      | Rep. Ceca   | 44    |
| 9    | Warren Shouldice   | Canada      | 41    |
| 10   | Kalle Leinonen     | Finlandia   | 40    |

### Salti
| Pos. | Nome               | Nazione     | Punti |
| ---- | ------------------ | ----------- | ----- |
| 1    | Dzmitryj Daščynski | Bielorussia | 585   |
| 2    | Kyle Nissen        | Canada      | 549   |
| 3    | Warren Shouldice   | Canada      | 449   |
| 4    | Ryan Blais         | Canada      | 404   |
| 5    | Ryan St. Onge      | Stati Uniti | 369   |

### Gobbe
| Pos. | Nome               | Nazione     | Punti |
| ---- | ------------------ | ----------- | ----- |
| 1    | Dale Begg-Smith    | Australia   | 821   |
| 2    | Alexandre Bilodeau | Canada      | 506   |
| 3    | Sami Mustonen      | Finlandia   | 399   |
| 4    | Toby Dawson        | Stati Uniti | 294   |
| 5    | Nathan Roberts     | Stati Uniti | 282   |

### Ski cross
| Pos. | Nome          | Nazione   | Punti |
| ---- | ------------- | --------- | ----- |
| 1    | Tomáš Kraus   | Rep. Ceca | 430   |
| 2    | Roman Hofer   | Austria   | 286   |
| 3    | Enak Gavaggio | Francia   | 221   |
| 4    | Stanley Hayer | Rep. Ceca | 219   |
| 5    | Jesper Brugge | Svezia    | 195   |

### Halfpipe
| Pos. | Nome            | Nazione   | Punti |
| ---- | --------------- | --------- | ----- |
| 1    | Kalle Leinonen  | Finlandia | 200   |
| 2    | Michael Riddle  | Canada    | 112   |
| 3    | Xavier Bertoni  | Francia   | 90    |
| 4    | Matthew Hayward | Canada    | 89    |
| 5    | Anders Murud    | Norvegia  | 80    |

## Donne

### Risultati
| Data             | Luogo                            | Di. | Primo            | Secondo                    | Terzo              |
| 3 settembre 2005 | Mount Buller, Australia          | AE  | Li Nina          | Xu Nannan                  | Ala Cuper          |
| 4 settembre 2005 | Mount Buller, Australia          | AE  | Li Nina          | Ala Cuper                  | Cheng Shuang       |
| 14 dicembre 2005 | Tignes, Francia                  | MO  | Hannah Kearney   | Jennifer Heil              | Sara Kjellin       |
| 16 dicembre 2005 | Changchun, Cina                  | AE  | Wang Jiao        | Zhao Shanshan              | Evelyne Leu        |
| 18 dicembre 2005 | Changchun, Cina                  | AE  | Xu Nannan        | Zhang Xin                  | Veronika Bauer     |
| 18 dicembre 2005 | Oberstdorf, Germania             | MO  | Jennifer Heil    | Kristi Richards            | Nikola Sudová      |
| 7 gennaio 2006   | Mont Gabriel, Canada             | MO  | Kari Traa        | Jennifer Heil              | Nikola Sudová      |
| 8 gennaio 2006   | Mont Gabriel, Canada             | AE  | Evelyne Leu      | Manuela Müller             | Tatiana Kozachenko |
| 13 gennaio 2006  | Deer Valley, USA                 | MO  | Michelle Roark   | Jennifer Heil              | Sara Kjellin       |
| 13 gennaio 2006  | Deer Valley, USA                 | AE  | Lydia Lassila    | Manuela Müller             | Li Nina            |
| 14 gennaio 2006  | Deer Valley, USA                 | AE  | Guo Xinxin       | Veronika Bauer             | Ala Cuper          |
| 14 gennaio 2006  | Les Contamines, Francia          | SX  | Karin Huttary    | Ophélie David              | Magdalena Iljans   |
| 15 gennaio 2006  | Les Contamines, Francia          | HP  | Anaïs Caradeux   | Mirjam Jaeger              | Marta Ahrenstedt   |
| 20 gennaio 2006  | Kreischberg, Austria             | SX  | Magdalena Iljans | Ophélie David              | Karin Huttary      |
| 20 gennaio 2006  | Lake Placid, USA                 | MO  | Michelle Roark   | Stéphanie Saint-Pierre     | Kari Traa          |
| 21 gennaio 2006  | Lake Placid, USA                 | AE  | Evelyne Leu      | Amber Peterson Anna Zukal' |                    |
| 22 gennaio 2006  | Lake Placid, USA                 | MO  | Kari Traa        | Jennifer Heil              | Jillian Vogtli     |
| 28 gennaio 2006  | Madonna di Campiglio, Italia     | MO  | Jennifer Heil    | Hannah Kearney             | Margarita Marbler  |
| 1º marzo 2006    | Jisan, Corea del Sud             | MO  | Jennifer Heil    | Kari Traa                  | Hannah Kearney     |
| 3 marzo 2006     | Špindlerův Mlýn, Repubblica Ceca | SX  | Ophélie David    | Karin Huttary              | Josefiina Kilpinen |
| 4 marzo 2006     | Špindlerův Mlýn, Repubblica Ceca | MO  | Kari Traa        | Sandra Laoura              | Michelle Roark     |
| 5 marzo 2006     | Špindlerův Mlýn, Repubblica Ceca | AE  | Li Nina          | Ala Cuper                  | Manuela Müller     |
| 3 marzo 2006     | Davos, Svizzera                  | AE  | Jacqui Cooper    | Ala Cuper                  | Evelyne Leu        |
| 5 marzo 2006     | Inawashiro, Giappone             | MO  | Ala Cuper        | Sandra Laoura              | Aiko Uemura        |
| 11 marzo 2006    | Sierra Nevada, Spagna            | SX  | Ophélie David    | Méryll Boulangeat          | Karin Huttary      |
| 12 marzo 2006    | Sierra Nevada, Spagna            | SX  | Magdalena Iljans | Karin Huttary              | Ophélie David      |
| 17 marzo 2006    | Apex, Canada                     | HP  | Sarah Burke      | Jennifer Hudak             | Ingrid Berntsen    |
| 18 marzo 2006    | Apex, Canada                     | MO  | Nikola Sudová    | Jennifer Heil              | Hannah Kearney     |
| 19 marzo 2006    | Apex, Canada                     | AE  | Ala Cuper        | Cheng Shuang               | Emily Cook         |

Legenda:
- AE = Salti
- HP = Halfpipe
- MO = Gobbe
- DM = Gobbe in parallelo
- SX = Skicross

### Classifica generale
| Pos. | Nome              | Nazione     | Punti |
| ---- | ----------------- | ----------- | ----- |
| 1    | Ophélie David     | Francia     | 84    |
| 2    | Karin Huttary     | Austria     | 76    |
| 3    | Jennifer Heil     | Canada      | 75    |
| 4    | Magdalena Iljans  | Svezia      | 66    |
| 5    | Kari Traa         | Norvegia    | 53    |
| 6    | Evelyne Leu       | Svizzera    | 48    |
|      | Michelle Roark    | Stati Uniti | 48    |
| 8    | Ala Cuper         | Bielorussia | 46    |
| 9    | Nikola Sudová     | Rep. Ceca   | 45    |
| 10   | Méryll Boulangeat | Francia     | 43    |

### Salti
| Pos. | Nome           | Nazione     | Punti |
| ---- | -------------- | ----------- | ----- |
| 1    | Evelyne Leu    | Svizzera    | 524   |
| 2    | Ala Cuper      | Bielorussia | 507   |
| 3    | Manuela Müller | Svizzera    | 438   |
| 4    | Li Nina        | Cina        | 436   |
| 5    | Emily Cook     | Stati Uniti | 349   |

### Gobbe
| Pos. | Nome           | Nazione     | Punti |
| ---- | -------------- | ----------- | ----- |
| 1    | Jennifer Heil  | Canada      | 829   |
| 2    | Kari Traa      | Norvegia    | 586   |
| 3    | Michelle Roark | Stati Uniti | 528   |
| 4    | Nikola Sudová  | Rep. Ceca   | 499   |
| 5    | Hannah Kearney | Stati Uniti | 395   |

### Skicross
| Pos. | Nome               | Nazione   | Punti |
| ---- | ------------------ | --------- | ----- |
| 1    | Ophélie David      | Francia   | 420   |
| 2    | Karin Huttary      | Austria   | 380   |
| 3    | Magdalena Iljans   | Svezia    | 329   |
| 4    | Méryll Boulangeat  | Francia   | 217   |
| 5    | Josefiina Kilpinen | Finlandia | 169   |

### Halfpipe
| Pos. | Nome                | Nazione     | Punti |
| ---- | ------------------- | ----------- | ----- |
| 1    | Anaïs Caradeux      | Francia     | 140   |
| 2    | Mirjam Jaeger       | Svizzera    | 106   |
| 3    | Sarah Burke         | Canada      | 100   |
| 4    | Jennifer Hudak      | Stati Uniti | 80    |
| 5    | Rosalind Groenewoud | Canada      | 68    |

## Classifica per Nazioni

### Generale
| Pos. | Nazione     | Punti |
| ---- | ----------- | ----- |
| 1    | Canada      | 744   |
| 2    | Stati Uniti | 591   |
| 3    | Francia     | 497   |
| 4    | Svizzera    | 367   |
| 5    | Austria     | 282   |

### Uomini
| Pos. | Nazione     | Punti |
| ---- | ----------- | ----- |
| 1    | Canada      | 459   |
| 2    | Stati Uniti | 277   |
| 3    | Francia     | 253   |
| 4    | Austria     | 181   |
| 5    | Finlandia   | 160   |

### Donne
| Pos. | Nazione     | Punti |
| ---- | ----------- | ----- |
| 1    | Stati Uniti | 314   |
| 2    | Canada      | 290   |
| 3    | Francia     | 244   |
| 4    | Svizzera    | 215   |
| 5    | Cina        | 155   |